# Bourges 105 mm C Mle 1935
Il canon de 105 mm Court Modéle 1935 Bourges, o solo 105 mm L Mle 35 B, era un obice dell'esercito francese, costruito dalla fabbrica statale Atelier de Construction de Bourges.

## Storia
Negli anni trenta il parco d'artiglieria francese era antiquato, costituito soprattutto da 75 mm Mle. 1897, rivoluzionari al momento dell'introduzione in servizio, ma non adatti alla distruzione delle postazioni fortificate. Si presentava quindi la necessità di un nuovo pezzo campale ad alta mobilità capace di appoggiare le forze meccanizzate. L'obice realizzato in risposta a questo requisito fu il Schneider 105 mm C Mle 1934 sviluppato nel 1934 dalla Schneider et Cie che, nonostante fosse indicato come "cannone corto", in realtà, sparando nel secondo arco, era in pratica un obice. Benché di disegno assolutamente ortodosso, il pezzo venne ordinato dall'Armée de terre ma prodotto a basso ritmo, in attesa di un pezzo più innovativo.
L'innovativa arma attesa venne presentata nel 1935 dall'Atelier de Construction de Bourges; era anch'essa un obice e venne denominato canon 105 mm Court Modéle 1935 Bourges. L'arma venne ordinata in 610 esemplari. La produzione però proseguì a rilento, tanto che nel 1940, con 232 pezzi consegnati, la produzione fu interrotta in favore di un nuovo pezzo anticarro.
Durante la campagna di Francia si dimostrò un'ottima arma campale leggera. Dopo la sconfitta della Francia, gli obici di preda bellica vennero incorporati dalla Wehrmacht come 10,5 cm leFH 325(f), nella nomenclatura tedesca dell'epoca "obice campale leggero calibro 10,5 cm modello 325 (francese)": furono impiegati nelle unità addestrative, in quelle di seconda linea e con l'artiglieria costiera.
Contemporaneamente, con l'occupazione italiana della Francia meridionale, il Regio Esercito catturò 127 pezzi; ridenominati "Obice da 105/15", vennero impiegati come artiglieria da posizione per le divisioni costiere.

## Tecnica
La canna, più corta di quella del Schneider 105 mm C Mle 1934, era lunga 1,76 m. Essa era incavalcata su un affusto scudato a due ruote, con due code munite di vomeri alle estremità che venivano piantati nel terreno alla messa in batteria. Le ruote, a razze di legno, potevano sia essere cerchiate in ferro che munite di semipneumatici per il traino meccanico con trattori d'artiglieria Laffly S15T. Inoltre gli spazi tra le razze erano coperti da lastre d'acciaio, in modo da trasformare la ruota in una scudatura; queste non erano collegate direttamente alla sala ma alle due code divaricabili; quando, in posizione di tiro, le due code venivano aperte, le ruote si divaricavano in avanti, allineandosi con lo scudo e fornendo un'ulteriore protezione ai serventi. Inoltre questo sistema consentiva inoltre un angolo di tiro orizzontale di ben 58°.